# Squalius lepidus
Squalius lepidus es una especie de peces de agua dulce la familia de los Cyprinidae.

## Descripción
Los machos pueden llegar alcanzar los 23,7 cm de longitud total.

## Distribución geográfica
Se encuentran en las cuencas de los ríos Tigris y Éufrates.